# کونگکووو (استان وارمی-ماسوری)
کونگکووو (به لهستانی:  Konikowo) یک روستا در لهستان است که در گمینا گووداپ واقع شده‌است.